# Сумський обласний осередок Національної спілки майстрів народного мистецтва України
Сумський обласний осередок Національної спілки майстрів народного мистецтва України — добровільна громадська творча організація, що об'єднує майстрів традиційного народного мистецтва, мистецтвознавців та професійних художників, які сприяють відродженню, збереженню і розвитку всіх видів та жанрів традиційного мистецтва Сумщини.

## Історія
У січні 1990 року в Києві була створена Спілка майстрів народного мистецтва України (1998 року вона отримала статус Національної). Делегатами Установчого з'їзду Спілки від Сумщини були: головний художник Кролевецької фабрики художнього ткацтва Іван Дудар, мистецтвознавиця, завідувачка відділу декоративного мистецтва Сумського обласного художнього музею Євгенія Кочерженко та майстер різьблення по дереву Віталій Шум.
Восени 1991 року у виставковому залі Спілки художників було організовано виставку народних майстрів Сумщини. Для ознайомлення з творчими досягненнями народних митців краю до Сум прибули голова СМНМУ Володимир Прядка та художник декоративного ткацтва Сергій Нечипоренко. Учасники виставки: майстер художньої вишивки Оксана Гасиліна, майстри художнього ткацтва М. Бєляєва, В. Валова, І. Дудар, Є. Коноваленко, В. Мироненко, В. Савицька, К. Самійленко, різьбяр В. Шум, мистецтвознавиця Є. Кочерженко стали першими членами Сумського обласного осередку, який був створений 18 січня 1992 року. Головою організації було обрано Є. Кочерженко.
Головною метою осередку стало забезпечення статусу народного майстра як творця духовних цінностей, збереження і розвиток традиційного мистецтва, підготовка молодої зміни майстрів і забезпечення спадковості художніх традицій українського народу.
Спільно з обласними управліннями культури та освіти було розроблено обласну програму «Відродження, збереження та розвиток традиційного народного мистецтва Сумщини»(1993), яка сприяла покращенню кваліфікації майстрів, їх спрямуванню у річище традицій свого регіону.
Осередком спільно з відділом декоративного мистецтва Сумського художнього музею та обласним інститутом післядипломної педагогічної освіти проведено низку семінарів-практикумів з народних ремесел, майстер-класів, курсів підвищення кваліфікації, що спонукало майстрів до творчості та відродження призабутих видів мистецтва: писанкарства, витинанки, виготовлення народної іграшки, лозо- та соломоплетіння, бісероплетіння тощо.
З 1993 року в Сумському училищі культури (нині — Сумський фаховий коледж мистецтв і культури імені Дмитра Бортнянського) засновано відділ декоративно-прикладного мистецтва, де молодь вивчає мистецтво кераміки, текстилю, декоративного розпису.
Народні майстри осередку були активними учасниками обласних естафет праці і культури, творчих звітів Сумщини у Національному палаці мистецтв «Україна» (Київ; 1999, 2004, 2009).
На базі обласного художнього музею щорічно проводиться виставка «Кращий твір року» — своєрідний огляд сучасного стану традиційного народного мистецтва Сумської області, що об'єднує аматорів і професіоналів. Його мета — популяризація кращих досягнень мистецької галузі, виявлення і відзначення кращих майстрів в кожному із видів традиційного народного мистецтва, сприяння розвитку і популяризації творчості народних майстрів Сумщини, поширення знань про традиційну етнічну культуру українців. Виставка 2023 року була присвячена пам'яті відомого різьбяра, педагога, заслуженого майстра народної творчості України Ігоря Білевича (1971—2022), який загинув в боях за Україну.
Майстри осередку гідно представляють Сумщину на вітчизняних і зарубіжних виставках, фестивалях, конкурсах, симпозіумах.
Організація об'єднує людей різних професій, серед яких — заслужені працівники культури та заслужені майстри народної творчості України, лауреати обласних, всеукраїнських та міжнародних премій і відзнак, стипендіати Президента України (молоді майстри до 35 років).
Серед майстрів осередку багато освітян, які передають свої знання та уміння школярам і студентам, створюють різноманітні гуртки, проводять майстер-класи. Майстер художньої обробки дерева Олександр Кисельов 1999 року заснував у Косівщинській школі мистецтв Музей народних ремесел та побуту Слобожанщини, який у 2008 року отримав звання «народний».
Науковці обласного художнього музею, викладачі спеціальних навчальних закладів досліджують традиційні народні ремесла Сумщини, вивчають і популяризують досвід роботи окремих майстрів, беруть участь у наукових конференціях і семінарах.
Діяльність майстрів Сумщини широко висвітлюється в засобах масової інформації: обласній та республіканській пресі, часописі НСМНМУ «Народне мистецтво», соціальних мережах.

## Основні напрями творчої діяльності майстрів осередку
Члени осередку — представники різних видів та жанрів українського традиційного народного мистецтва.
- У складі осередку багато майстринь з всесвітньо відомого центру художнього ткацтва — міста Кролевець. Кращі роботи заслужених майстрів народної творчості Валентини Валової, Раїси Калмикової, Євдокії Коноваленко, Олени Петрової, кролевецьких ткаль Ольги Борисенко, Людмили Минтус, Валентини Мироненко, Валентини Савицької демонструються на обласних, всеукраїнських та міжнародних виставках. Вони активні учасниці щорічних фестивалів «Кролевецькі рушники», «Решетилівська весна», ярмарків, Днів вишивальниці та ткалі в Музеї народної архітектури та побуту НАН України (Київ, Пирогів)[9], виставки в Палаці мистецтв «Український дім»[10] та ін.
- Різноманітні ткані серветки, пояси-крайки та ляльки-мотанки у етнічному національному вбранні створюють заслужений майстер народної творчості України Мирослава Бєляєва та її син Андрій Бєляєв, майстрині Ірина Дмитренко, Надія Гордієнко, Олена Ракітіна, Людмила Шевченко,
- Мистецтво української вишивки репрезентують заслужені майстри народної творчості України Надія Гудилко та Ольга Гулей, Наталія Бабенко, Надія Гордієнко, Євгенія Кочерженко, Тетяна Кушнєрова. Їх твори виконані в різних техніках, як лічильних («хрестик», «лиштва», «квадратикова» мережка), так і «вільного письма» («тамбур», «художня гладь», «рушникові заповнення»). Деякі роботи Ольги Гулей прикрашені вибійкою. 2007 року кращі виконавиці традиційної народної вишивки взяли участь у проведенні на Сумщині Всеукраїнської культурно-мистецької акції «Рушник національної єдності»[11]. Того ж року рамках обласної «Естафети праці та культури» створили рушник «Сумщина — писанковий край» (автори малюнка та концепції О. Гулей, Н. Гудилко, Л. Федевич)[12].
- Високий професіоналізм демонструють майстри художньої обробки деревини. Особливої довершеності досягли майстри деревообробки у техніці об'ємної круглої скульптури, рельєфу (заслужений майстер народної творчості України Віталій Шум, Дмитро Пазенко) та площинно-геометричного різьблення (заслужений працівник культури України Олександр Кисельов, заслужений майстер народної творчості України Ігор Білевич, Сергій Скляр, Сергій Шкура)[13].
- Народне малярство й декоративний розпис Тетяни Суркової, Надії Гудилко, Олени Лященко навіяні народними мотивами, що розкривають сутність українських традицій, звичаїв і обрядів.
- З 1994 року на Сумщині розпочалося відродження писанкарства, У відділі декоративного мистецтва Сумського художнього музею за ініціативи голови обласного осередку Спілки Євгенії Кочерженко, мистецтвознавиць Людмили Федевич та Ірини Яніної відбулася виставка «Писанкова магія». Вона стала своєрідним поштовхом для створення при Сумському обласного осередку СМНМУ «Клубу писанкарів», постійними членами якого були художники-педагоги Валентина Коздровська, Тетяна Суркова, Тамара Ісайкіна[14]. Очолила клуб Валентина Коздровська[15]. Члени клубу Анна Гаранжа, Дарина Гула, Наталія Лахтарина, Світлана Огнєва, Тетяна Суркова, Олена Шкуть активно популяризують писанкарство на Сумщині, проводять майстер-класи у навчальних закладах, громадських організаціях. З 2012 року сумські майстрині беруть участь у створенні «Диво-писанок» — унікальних арт-об'єктів, які представляють Сумщину на всеукраїнських фестивалях[16]. В рамках Національного мистецького проєкту «Парад вишиванок» 2012 року вони створили 4-метрову «Диво-писанку», яка здобула перше місце у номінації «Висока майстерність виконання»[17].
- Валентина Коздровська першою в області на професійному рівні відродила мистецтво витинанки та активно поширювала його серед народних майстрів. 1997 року в Сумській обласній науковій бібліотеці відбулася персональна виставка майстрині — перша виставка витинанок на Сумщині[18]. 2022 року Валентина Коздровська відзначила 25-річний ювілей відродження витинанки новою виставкою[19]. Справжньою окрасою обласних і всеукраїнських виставок є складні багатофігурні композиції витинанок Світлани Бідної, Анни Гаранжі, Любові Ярцової.
- Гончарство Сумщини представлено декоративними керамічни виробами Галини Жук.
- Народні традиції соломоплетіння відроджують Тетяна Кушнєрова та Наталія Симоненко.
- Бісероплетіння представлено творчістю Наталії Бабенко та Алли Криганової.
- Художньою обробкою шкіри займається Ігор Смоленський.
- Ольга Гулей — майстриня різьблення по каменю.

## Керівники спілки
- Кочерженко Євгенія Іванівна (1992—2001)
- Гарасюк Михайло Степанович (2002—2010)
- Шум Віталій Андрійович (з 2011)

## Члени спілки
- Бабенко Наталія Володимирівна
- Бєляєв Андрій Олександрович
- Бєляєва Мирослава В'ячеславівна
- Бідна Світлана Петрівна
- Борисенко Ольга Богданівна
- Валова Валентина Олексіївна
- Гаранжа Анна Володимирівна
- Гордієнко Надія Олександрівна
- Гудилко Надія Степанівна
- Гула Дарина Сергіївна
- Гулей Ольга Володимирівна
- Жук Галина Дмитрівна
- Кисельов Олександр Іванович
- Коздровська Валентина Миколаївна
- Кушнєрова Тетяна Дмитрівна
- Лахтарина Наталія Сергіївна
- Лященко Олена Михайлівна
- Минтус Людмила Миколаївна
- Мироненко Валентина Олександрівна
- Огнєва Світлана Василівна
- Пазенко Дмитро Юрійович
- Петрова Олена Анатоліївна
- Ракітіна Олена Володимирівна
- Ромен (Шевченко) Людмила Валентинівна
- Савицька Валентина Григорівна
- Симоненко Наталія Михайлівна
- Скляр Сергій Павлович
- Смоленський Ігор Вікторович
- Суркова Тетяна Миколаївна
- Шкура Сергій Вікторович
- Шкуть Олена В'ячеславівна
- Шум Віталій Андрійович
- Яніна Ірина Василівна
- Ярцова Любов Олександрівна

## Померли
- Білевич Ігор Володимирович (1971—2022)
- Дудар Іван Петрович (1921—2007)
- Калмикова Раїса Іванівна (1951—2025)
- Коноваленко Євдокія Андріївна (1931—2023)
- Кочерженко Євгенія Іванівна (1937—2022)
- Криганова Алла Степанівна (1929—2023)
- Мартиненко Олена Кирилівна (1956—2015)
- Роженко Іван Свиридович (1930—2005)
- Сазонов Валентин Андрійович (1929—2008)
- Самійленко Килина Василівна (1924—1997)
- Федевич Людмила Костянтинівна (1949—2022)
- Цюпка Іван Кирилович (1926—2007)
- Шовкун Валентина Яківна (1948—2013)